# Ihor Schamo

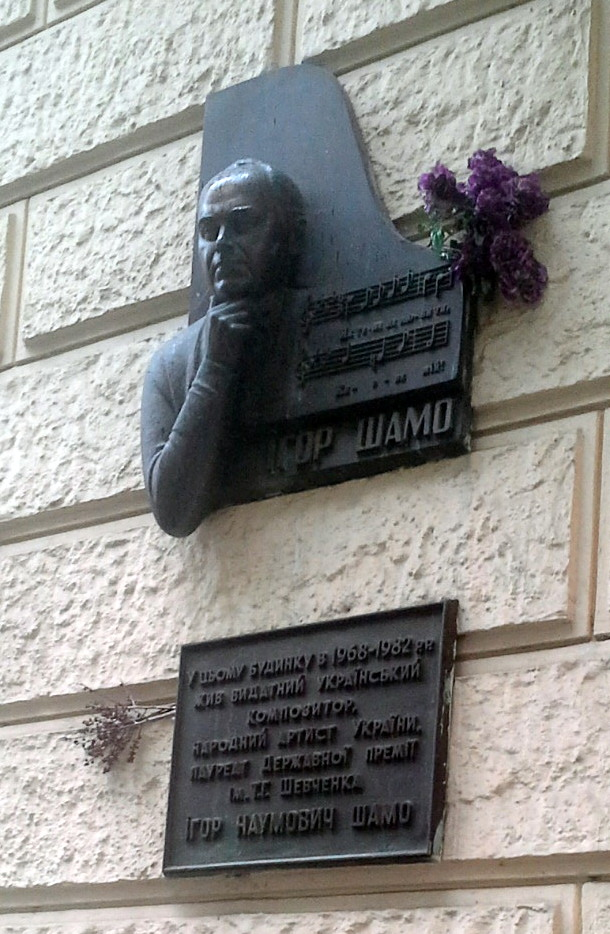
Gedenktafel für Ihor Schamo an seinem Wohnhaus in der Kiewer

Ihor Naumowytsch Schamo (ukrainisch Ігор Наумович Шамо, russisch Игорь Наумович Шамо Igor Naumowitsch Schamo; * 21. Februar 1925 in Kiew, Ukrainische SSR; † 17. August 1982 ebenda) war ein ukrainischer Komponist.

## Leben
Ihor Schamo kam in Kiew zur Welt und wurde dort Schüler einer Musikschule, bevor er zu Beginn des Zweiten Weltkrieges, gemeinsam mit seiner Mutter, nach Ufa evakuiert wurde und dort ein Jahr an einem medizinischen Institut studierte. Dann meldete er sich als Freiwilliger zur Roten Armee und diente als Soldat eines Sanitär-Bataillons zwischen der Wolga und Berlin. Im Frühjahr 1946 begann er ein Studium der Komposition am Kiewer Konservatorium bei Borys Ljatoschynskyj, das er 1951 absolvierte. Bereits 1948 wurde er Mitglied der Union der sowjetischen Komponisten der Ukraine (Спілку радянських композиторів України). Er starb 57-jährig in Kiew und wurde dort auf dem  Baikowe-Friedhof bestattet.

## Werk
Schamo schrieb 3 Sinfonien und über 300 Lieder, die sich in der organischen Sättigung von Melodien durch Volks-Intonationen manifestierten, darunter vertonte Gedichte von Dmytro Luzenko. Besonders erfolgreich waren seine Lieder Ukraine, meine Liebe und Mein Kiew (Як тебе не любити, Києве мій!, Text: Dmytro Luzenko), das 2011 offiziell die Hymne der ukrainischen Hauptstadt wurde. Schamo komponierte Lieder für fast 20 Künstler, 16 Theaterstücke sowie die Filmmusik zum Film Zwetok na kamne (1962) und über 20 weiteren Filmen, insbesondere zum 6-teiligen Fernsehfilm Wie der Stahl gehärtet wurde (1973–75).

## Ehrungen

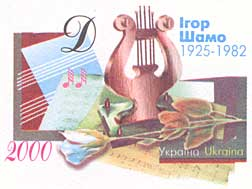
Ukrainische Briefmarke von 2000 anlässlich des 75. Geburtstags des Komponisten

- Verdienter Künstler der Ukrainischen SSR[4]
- 1975 Volkskünstler der Ukrainischen SSR[4]
- Orden Zeichen der Ehre[4]
- 1976 Taras-Schewtschenko-Preis[4]
- 2015 Ehrenbürger von Kiew[4]
- 2016 wurde im Kiewer Stadtteil Dnipro ein Boulevard nach ihm benannt[4]